# Erzsébet körút

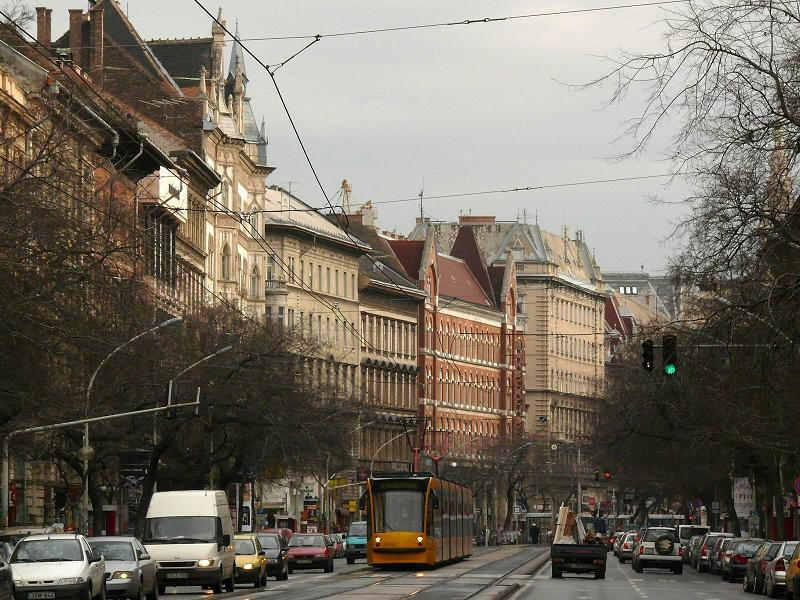
Az Erzsébet körút a Király utca felől

Az Erzsébet körút a budapesti belső kerületeken áthaladó Nagykörút VII. kerületi, erzsébetvárosi szakasza, amely a Blaha Lujza tértől a Király utcáig húzódik 764 méter hosszan. Erzsébetváros fő közlekedési útvonala, egyben kiskereskedelmi zónája a két oldalán sorakozó üzletek, vendéglátó-ipari egységek révén. Az Erzsébet körutat merőlegesen átszelő fontosabb utcák a Blaha Lujza tér felől haladva: Dohány utca, Wesselényi utca, Dob utca, Király utca.
Az 1880-as években alakították ki, ekkor épültek a körutat szegélyező első házak is. Az 1890-es évekre már teljesen beépült, legnagyobb részében eklektikus stílusú épületekkel. Ettől az időtől az Erzsébet körút a főváros kulturális életének egyik jelentős színhelyévé vált, egészen a II. világháborúig. Napjainkban forgalmas közlekedési útvonalként a legjelentősebb, de üzleteinek és kávéházainak köszönhetően sétaútként is népszerű.

## Története

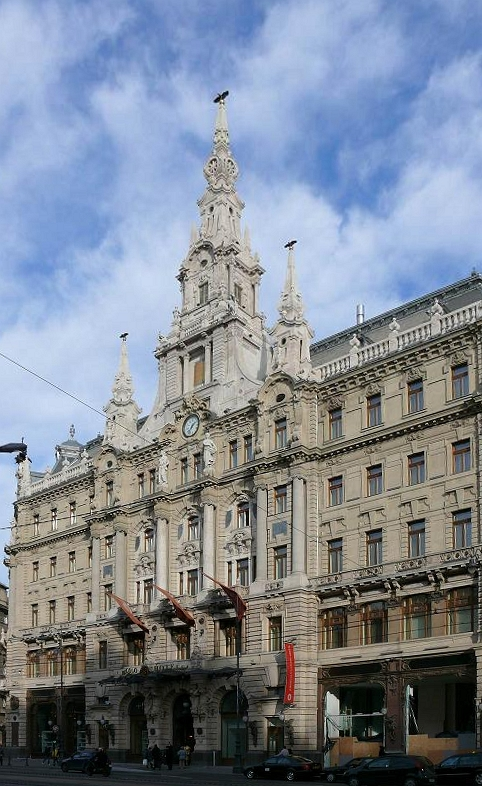
A New York-palota

A rohamosan gyarapodó Pest városában az 1860-as években sürgető igény mutatkozott a már meglévő sugárutak (Váci út, Kerepesi út, Üllői út) mellett egy ezeket és a külső kerületeket összekötő körút kiépítésére. Miután pénzügyi megfontolásokból elvetették Reitter Ferenc tervét a mai Nagykörút helyén kiépítendő hajózható csatornáról, a Duna egykor itt húzódó ágának helyén jelölték ki a nyomvonalat. Az országgyűlés 1871. évi XLII. törvénycikkében elfogadta a Fővárosi Közmunkák Tanácsa által kidolgozott végleges rendezési tervet.
Az Erzsébet magyar királyné iránti hódolat egyik első megnyilvánulása az volt 1879-ben, hogy a VII. kerület polgári körének javaslatára Terézváros egy külön kerületté szerveződött részét és a körút hozzá kapcsolódó elemét Erzsébetről nevezzék el. Ez a királyné magyarországi népszerűségének növekedésével volt összefüggésben. E törekvés összekapcsolódhatott továbbá az uralkodó pár ezüstlakodalmának megünneplésével, illetve a kerületben emelendő Szent Erzsébetnek szentelt templom tervével is. A királyné csak hosszas gondolkodás után, 1882-ben járult hozzá a javaslathoz, melyet a fővárosi közgyűlés is jóváhagyott januári ülésén, a városrész azonban már január 20-ától viselte nevét.

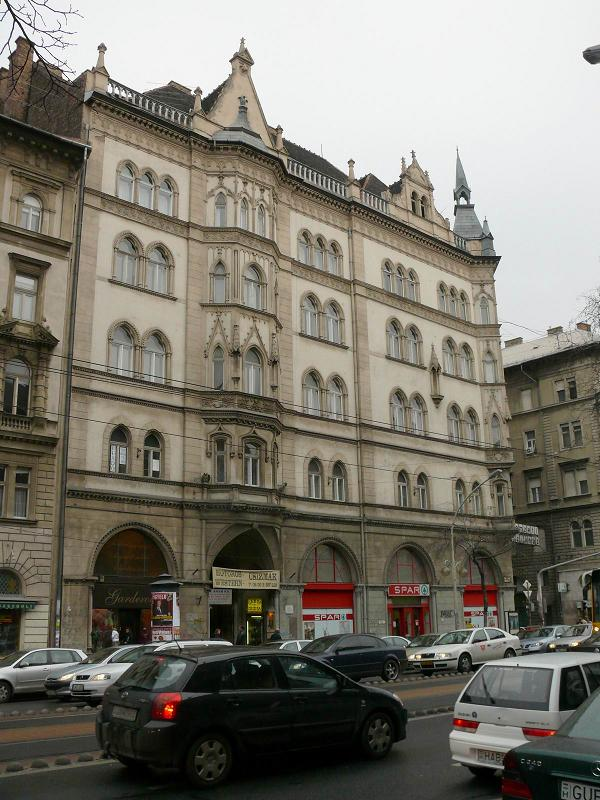
A 27. számú épület, ahol a Projectograph 1906-ban megnyitott

1872-ben kezdődött meg a Nagykörút (ekkor még Külső körút), ezen belül a későbbi Erzsébet körút kialakítása. Ez utóbbi nyomvonala már meglévő, de rendezetlen utcákon (Király utca, Dob utca, Fűzfa [ma Dohány] utca) vágott keresztül, s számos földszintes épület lebontásával járt. 1884-ben adták át a mai Rákóczi út és Dohány utca közötti, valamint a Király utca körüli rövid szakaszokat, a fennmaradó rész pedig 1888-ra készült el. A házépíttetőknek felajánlott adómentesség ellenére, az országos pénzügyi válság miatt az út kiépítését nem követte azonnal a lakóházak, bérházak és paloták felépítése.
A leendő Erzsébet körúton az első, legfeljebb négyemeletes eklektikus épületek az 1880-as évek elején jelentek meg a fent említett, elsőként elkészült szakaszokon (EMKE-ház, a Diescher-féle ház a mai 58. szám alatt stb.) Teljes kiépülését követően rohamosan fejlődött a Nagykörút ezen szakasza: az 1890-es évek első felére teljes egészében beépült az út két oldala, szinte kizárólag eklektikus épületekkel. Ekkor már állt az Erzsébet körút arculatát ma is meghatározó New York-palota, és vagy tucatnyi, Quittner Zsigmond tervezte lakóház.

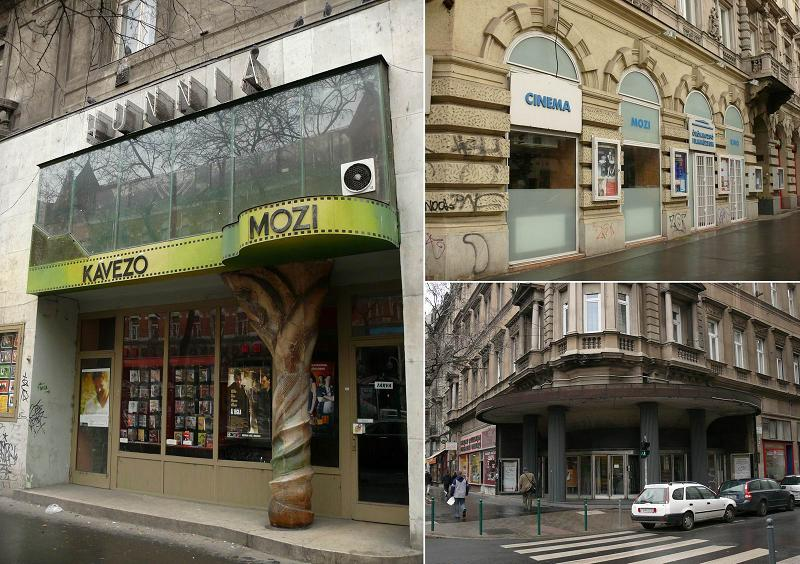
Erzsébet körúti mozik: Az Örökmozgó (ma Art+ Cinema) és a bezárt Hunnia és Horizont

Az Erzsébet körút kiépülésével beindult a kulturális és a kereskedelmi élet is. A századfordulón egymást érték az üzletek, a már a korban is legendás kávéházak (New York, EMKE, Angol, Berger, Continental), szórakozóhelyek (Royal Orfeum) és szállodák (Meteor és Royal). Azonban nemcsak az éjszakai élet fő helyszíne volt az Erzsébet körút, de a kulturális életé is: 1896-ban a frissen megnyitott Royal szállóban látott először mozgófilmet a magyar nagyközönség, aztán az 1900-as évektől rendre nyitottak meg a „mozgók”, azaz filmszínházak: Pest első mozija, a Projectograph, utána a Royal, Carmen, Híradó és Olympia mozik. Emellett a New York kávéházban szerkesztették a Nyugatot, a Bergerben pedig Az Estet. A Király utca felőli részen emelkedett Pest egyik legnépszerűbb fürdőháza, a Körúti fürdő.

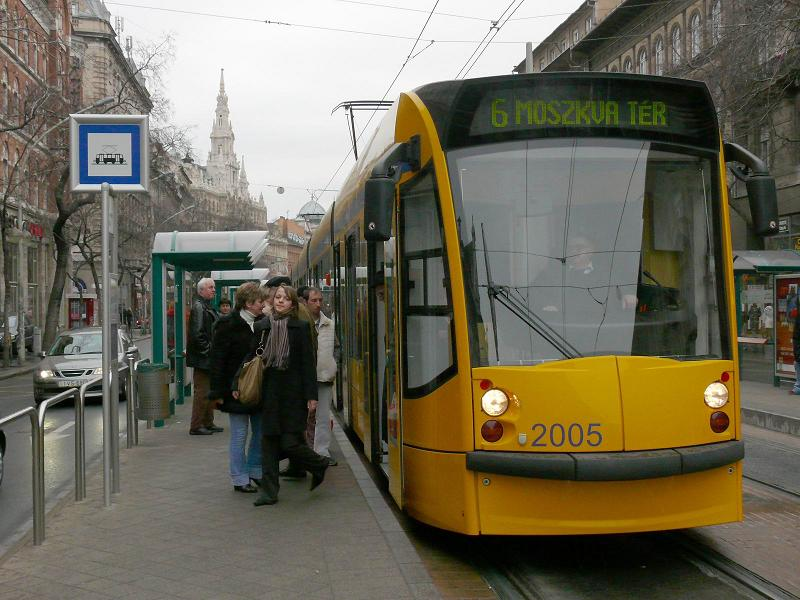
A Wesselényi utcai villamosmegálló

A második világháború után az Erzsébet körúton zajló élet lecsendesült, eltűntek a legendás kávéházak, a Royal Orfeum revüszínpadát átvette a Madách Színház társulata, a valahai Projectographból Odeon, a Royalból Mátra, a Carmenből Bástya, a Híradóból Horizont, az Olympiából pedig előbb Zrínyi, majd a rendszerváltás után Hunnia mozi lett. Napjainkra ezek egy része is eltűnt, mindössze egy filmszínház működik az Erzsébet körúton: a Mátra helyén álló Örökmozgó (ma Art+ Cinema).
Ma az Erzsébet körút elsősorban tömegközlekedési főútvonal (4-es és 6-os villamos), és az átmenő autóforgalom okán túlzsúfolt útszakasz, ennek ellenére a két oldalán sorakozó üzletportáloknak, a 2000-es években megnyitott kávéházaknak és cukrászdáknak, illetve a járda szélére ültetett fasornak köszönhetően mégis kedvelt sétaútvonal. A 2010-es években a VII. kerület Belváros közeli részén kibontakozó vigalmi negyed az Erzsébet körúton kocsmasor formájában ér véget.
Az Erzsébet körút mint a Külső körút része 1896-ban kapta jelenlegi nevét. 1950 és 1990 között a Nagykörút Teréz körúti szakaszával együtt a hivatalos neve Lenin körút volt.

## Nevezetes épületek

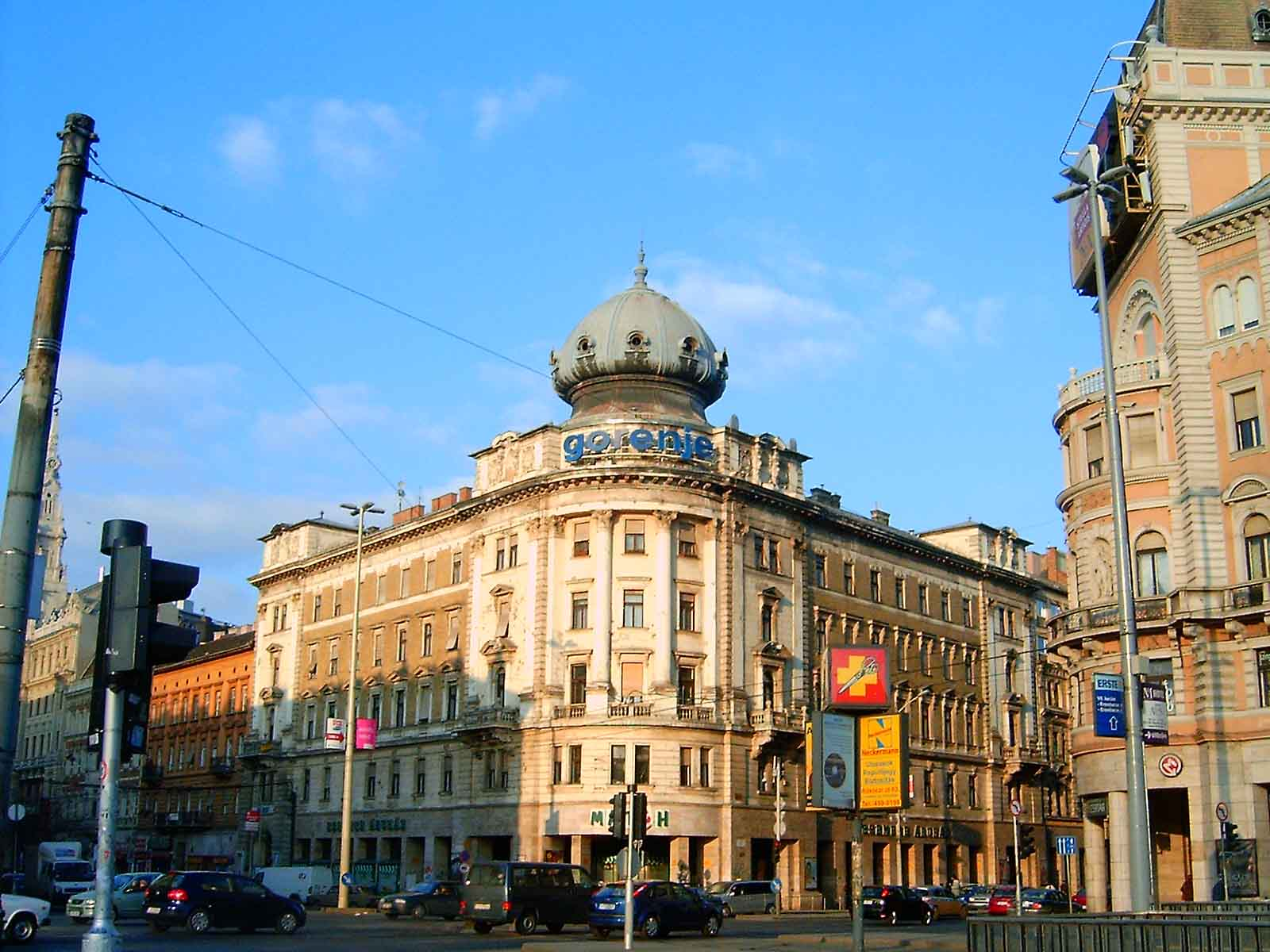
Czigler Győző: Pesti Hazai Első Takarékpénztár székháza

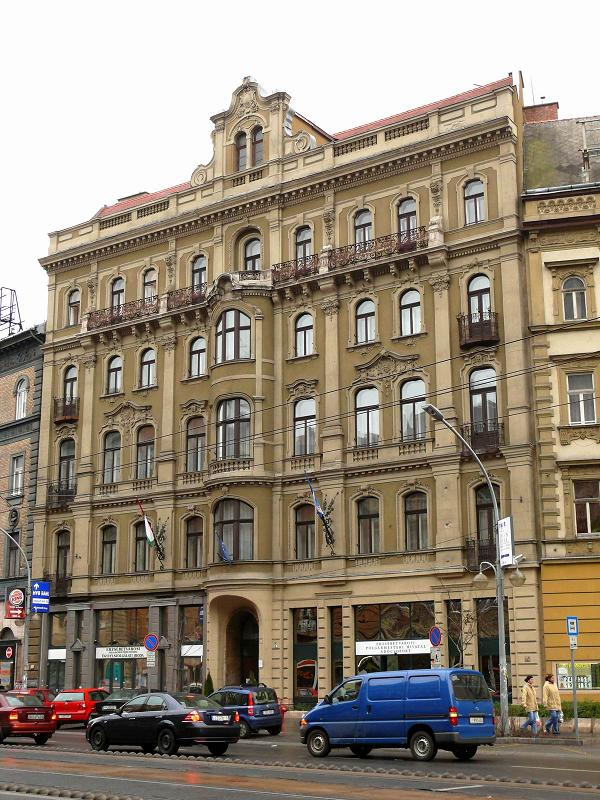
A Quittner Zsigmond tervezte volt Meteor szálló

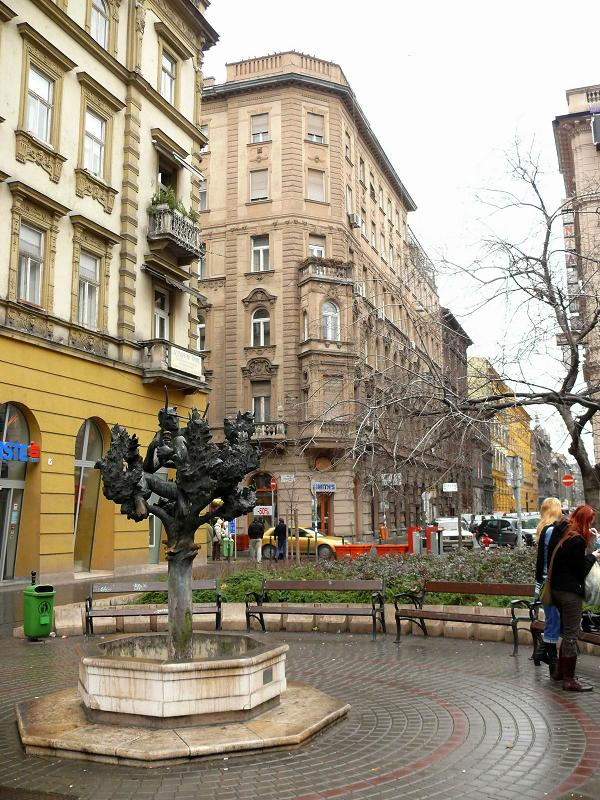
Marton László faunszobra a Kertész utca torkolatánál

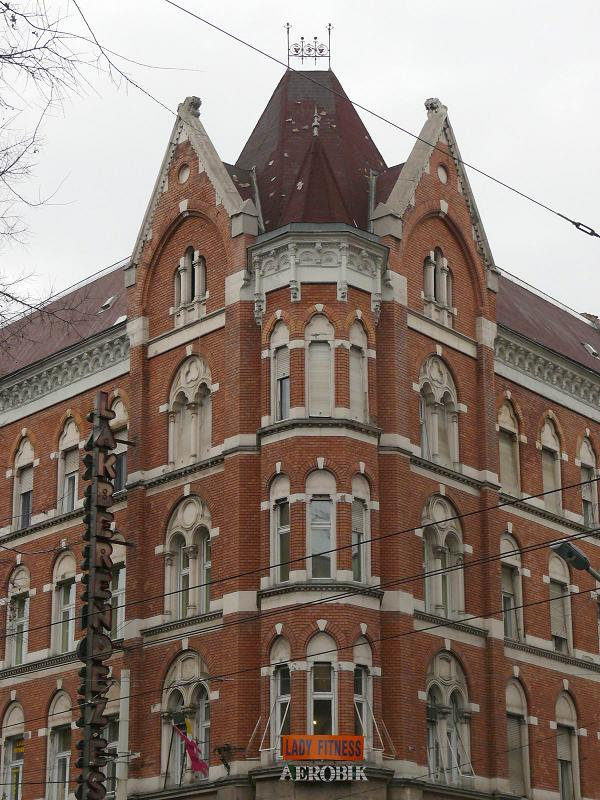
A 19. számú ház sarokrészlete

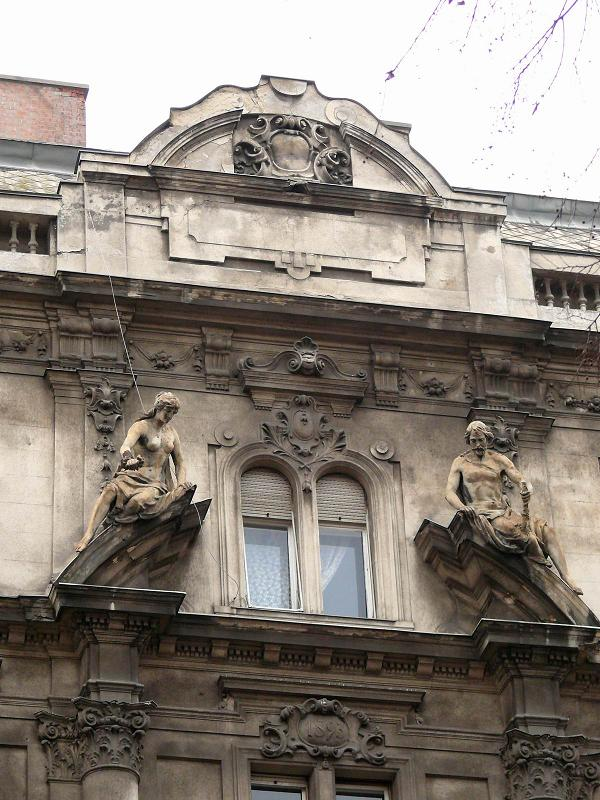
A 26. számú ház szobordíszei (Haraszti József munkája)

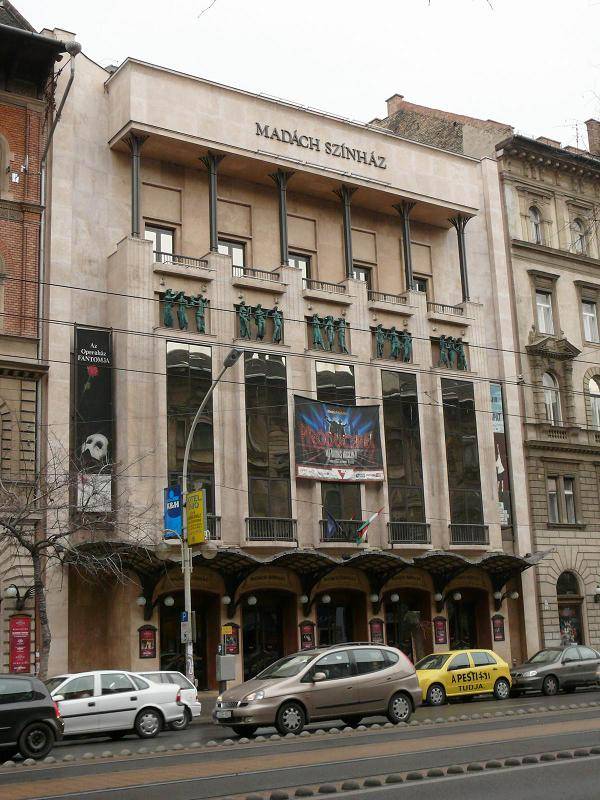
A Madách Színház

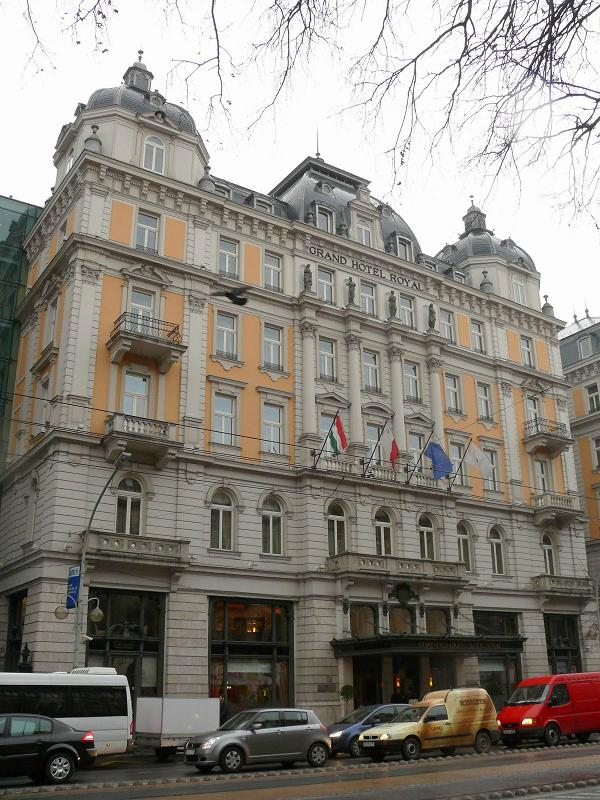
Az egykori Royal Hotel épülete

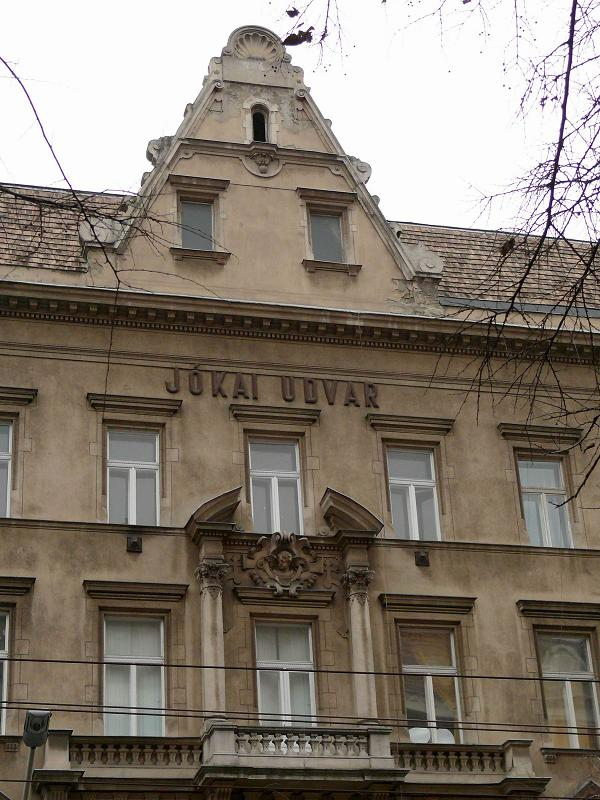
A Jókai-ház homlokzata

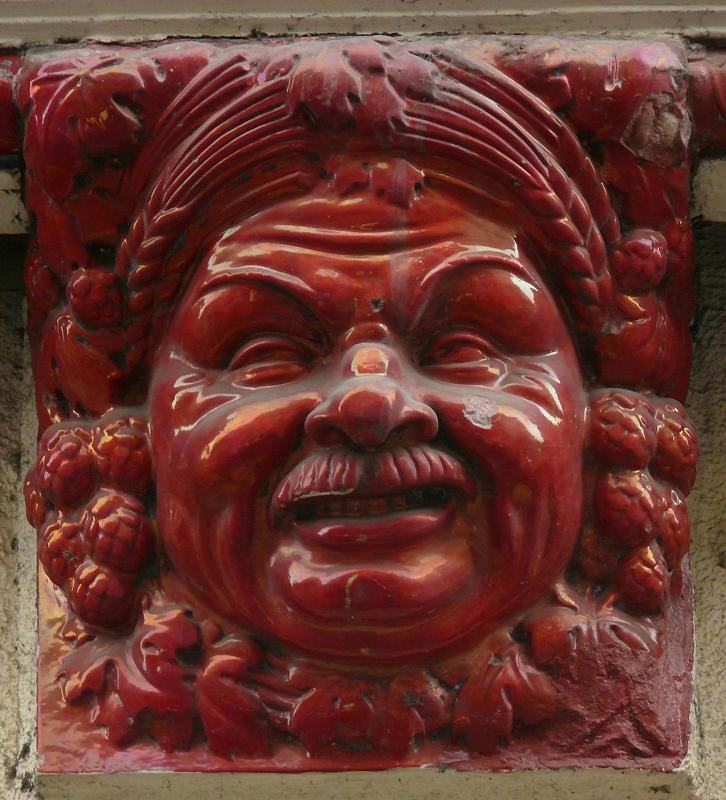
Bacchus-fej az egykori Erzsébet söröző homlokzatán

Erzsébet krt. 1. – Pesti Hazai Első Takarékpénztár
1892-ben épült sarokház Czigler Győző tervei alapján. Az 1960-as évektől három évtizeden át utcaszintjén üzemelt a Közért Ejjel-nappali CSEMEGE áruháza. Ma is élelmiszer bolt van ott.
Erzsébet krt. 2. – EMKE-ház
Épült 1883-ban, Jahn József tervei alapján, eklektikus stílusban
Kezdetekben az épület földszinti részén a főként iparoslegények által látogatott Weber söröző állt, majd 1894-től a Wassermann Jónás (később fia, Mór) vezette EMKE kávéház nyitotta meg itt kapuit. A kávéház saját népszerűsítése céljából vette föl az Erdélyrészi Magyar Közművelődési Egyesület nevét. 1919–1920-ban kenyeresfiúként itt dolgozott József Attila. Fénykorában, a két világháború között a közeli Nemzeti Színház művészeinek törzshelye volt, majd az 1970-es években bisztrót létesítettek a helyén. Emeletén lakott Blaha Lujza.
Erzsébet krt. 4. – lakóház
Épült 1887-ben, Czigler Győző tervei alapján, eklektikus stílusban
Erzsébet krt. 6. – volt lakóház, ma a VII. kerületi önkormányzat épülete
Épült 1891-ben, Quittner Zsigmond tervei alapján, eklektikus stílusban
Falai között üzemelt 1906 és 1920 között a Meteor szálló, amelynek kávéházát szívesen látogatták a hírlapírók és a vakok, ugyanis a kávéház-tulajdonos Glaser Fülöp külön Braille-írással készült kártyacsomagokkal várta őket. A szállóban lakott rövid ideig Ady Endre és Krúdy Gyula is. Az ezerkilencszázhetvenes években ebben a házban működött az IBUSZ Utazási Iroda fiókirodája, melynek portálját 1974-ben id. Szlávics László ötvös-, szobrászművész tervei alapján egyedi stílusú népi motívumokkal díszített lemezdomborításos vörösrézlemez munkája díszítette egészen az iroda megszűnéséig.
Erzsébet krt. 7. – lakóház
Épült 1886-ban Quittner Zsigmond tervei alapján, eklektikus stílusban. Itt volt a két világháború között Az Est Lapkiadó Rt. székhelye.
Erzsébet krt. 8. – lakóház
Épült 1889-ben, Paulheim József tervei alapján, eklektikus stílusban
Eleinte az épület földszintjén működött az Árpád, majd a Carmen kávéház, de 1921-től helyét átvette a Carmen (későbbi nevén Bástya) mozi, amely az 1990-es években végleg bezárta kapuit. Az épület előtt, a Dohány és a Kertész utcák torkolata képezte kiteresedésben 1930–1948 között Rákosi Jenő bronzszobra állt (Kisfaludi Strobl Zsigmond műve), ma kőmedencés szökőkút van a helyén Marton László faunszobrával (1986).
Erzsébet krt. 9–11. – New York-palota
Épült 1894-ben, Hauszmann Alajos tervei alapján, eklektikus stílusban
A New York-palota épülete volt biztosítótársasági székház, ma luxusszálloda. Az Erzsébet körút legimpozánsabb épülete, földszintjén üzemelt és üzemel újra a művelődéstörténeti jelentőséggel bíró New York kávéház.
Erzsébet krt. 10–12. – saroklakóház
Épült 1886–1888-ban, Wellisch Sándor és Gyula tervei alapján, eklektikus stílusban.
Erzsébet krt. 13. – lakóház
Épült 1898-ban, Holub József tervei alapján, eklektikus stílusban
1867–1890 között Basch Fülöp és Wodianer Albert földszintes lakóháza állt itt (építette: Knabe Ignác).
1939-ig földszintjén működött Kittner Mihály étterme, majd a Magyar Filmiroda Rt. bérelte ki, és a Münnich Aladár tervei alapján végzett átépítést követően itt nyílt meg a főváros első, híradókat adó filmszínháza, a Híradó mozi, mely film- világ- és sporthíradókat, dokumentumfilmeket, rövidfilmeket vetített. Ez 1979-ig működött, ekkor felváltotta a Horizont mozi, mely már filmeket vetített. Ez 1999-ben zárt be. 2001 óta a Golgota Gyülekezet keresztény közösség használja.
Erzsébet krt. 15. – lakóház
Épült 1892-ben, eklektikus stílusban
Figyelmet érdemel a bérház eredeti kovácsoltvas kapurácsa.
Erzsébet krt. 17. – lakóház

Épült az 1890-es években, Paulheim József tervei alapján, eklektikus stílusban
Az 1900-as évekig itt működött a Barcsay kávéház.
Erzsébet krt. 19. – lakóház
Épült 1897-ben, Kauser József tervei alapján, eklektikus stílusban
A háromszög oromzatú rizalitokkal tagolt saroktornyos épület földszintjén nyílt meg a 20. század elején az ország első autókereskedése Fényi József és Farkas Lajos vezetésével (ma lakberendezési áruház).
Erzsébet krt. 21. – lakóház
Épült 1888-ban, Paulheim József tervei alapján, eklektikus stílusban
Egykor az épület földszintjén működött a nagy múltú Viktória gyógyszertár.
Erzsébet krt. 23–25. – lakóház
Épült 1893-ban, Kerekes Antal tervei alapján, eklektikus stílusban
Az 1910-es években Fejős Pál vezetésével itt működött az ismeretterjesztő és dokumentumkisfilmeket gyártó Mobil Filmlaboratórium egyik műhelye.
Erzsébet krt. 26. – lakóház
Épült 1895-ben, Fleischl Róbert és Brüggemann György tervei alapján, eklektikus stílusban
Az épületben nyílt meg az Olympia mozi, későbbi és mai nevén Hunnia mozi.
Erzsébet krt. 27. – lakóház
Épült 1895-ben, Novák Ferenc tervei alapján, historizáló stílusban
Itt nyílt meg Pest városának első állandó filmszínháza 1906-ban Projectograph, később Odeon mozi néven. Az épület falán emléktábla örökíti meg, hogy e házban töltötte gyermekkorát Ruttkai Éva (1927–1986) színésznő.
Erzsébet krt. 28. – lakóház
Épült 1885-ben Ulrich Keresztély tervei alapján, eklektikus stílusban
Az épületben működött 1926 után a Csengey vendéglő, majd a Kukorica csárda.
Erzsébet krt. 30. – lakóház
Épült 1892-ben Alpár Ignác tervei alapján, neobarokk stílusban
1894-ben az épületben nyílt meg az Angol kávéház, amelynek helyét 1930-ban a Bucsinszky kávéház vette át. Politikusok és a Magyar Színház művészeinek kedvelt törzshelye volt.
Erzsébet krt. 31. – Madách Színház
Épült 1961-ben Kaufmann Oszkár tervei alapján, kortárs modern stílusban
A Madách Színház mai épülete helyén állt hajdan a híres Royal Orfeum, amelyet 1953-ban lebontottak és helyére építették fel az új színházépületet.
Erzsébet krt. 35. – Fröhlich-ház
Épült 1889-ben Kauser József tervei alapján, historizáló stílusban
Erzsébet krt. 37. – lakóház
Épült 1888-ban Quittner Zsigmond tervei alapján historizáló stílusban
Erzsébet krt. 38. – lakóház
Épült 1892 körül Schannen Ernő tervei alapján, eklektikus stílusban
Erzsébet krt. 39. – lakóház
Épült 1889-ben, Quittner Zsigmond tervei alapján, eklektikus stílusban
Az első világháború előtt az épület földszintjén üzemeltette Fodor Bertalan az Astor kávéházat. 1912-ben nyílt meg a helyén a Radó József üzemeltette Royal nagymozgó, későbbi nevein Vesta mozi (1925–1942, 1945–1948), Erzsébet mozi (1942–1945), Pentele mozi (1948–1955 k.), Mátra mozi (1955 k. – 1991). 1991 óta az Örökmozgó Filmmúzeum működik a helyén.
Erzsébet krt. 40–42. – lakóház
Épült 1888-ban eklektikus stílusban
1907 és 1910 között itt működött az Andrássy kávéház. A 42. szám alatt lakott 1909-ben Csók István.
Erzsébet krt. 41. – lakóház
Épült 1890-ben Quittner Zsigmond tervei alapján, eklektikus stílusban
Az épület földszintjén üzemelt 1894-ig a közeli Royal Orfeumhoz tartozó Bohémtanya, majd két évtizedig a Singer Mór alapította Continental kávéház (később Körút, Fővárosi, legvégül Badacsony kávéház).
Erzsébet krt. 43–49. – szálloda
Épült 1896-ban, eklektikus stílusban
Volt Royal szálló, ma Corinthia Grand Hotel Royal néven luxusszálló. 1896. május 10-én Eugène Dupont, a Lumière cég ügynöke itt mutatta be Magyarországon a mozgóképet. 1909-ben itt állították ki az első magyar repülőgépet. 1915. október 31-én dísztermében megnyitották a Royal Apolló mozit. 1931. szeptember 25-én itt mutatták be az első magyar hangosfilmet, a Kék bálványt. Az épület 1944-ben nyilasházként működött. A mozi 1950 és 1990 között a Vörös Csillag, az 1990-es években az Apolló nevet viselte. Csak az épülethomlokzat eredeti, mögötte az épület többi részét lebontották és 2003-ban adták át az újonnan felépült szállodát.
Erzsébet krt. 44–46. – lakóház
Épült 1892-ben Quittner Zsigmond tervei alapján, eklektikus stílusban
Volt Baumgartner- vagy Jókai-ház. 1899-től haláláig e házban élt utolsó feleségével, Nagy Bellával a nagy mesélő, Jókai Mór (1825–1904) (emlékét domborműves vörösmárvány tábla örökíti meg, Philipp István alkotása). 1907-ben a házban nyílt meg a Földesi kávéház, amely később Kör kávéház néven 1930-ig működött. Az épületben alakult meg 1918-ban a tanítók első szakszervezete, a Pedagógusok Országos Szervezete.
Erzsébet krt. 48. – lakóház
Épült 1888-ban Ulrich Keresztély tervei alapján, eklektikus stílusban
Itt nyílt meg a Magyar kávéház, amelynek helyét 1933-ban az Erzsébet söröző vette át. E korból maradtak fenn a homlokzatot díszítő, árpakalász- vagy szőlőfürtkoszorút viselő Bacchus-fejek.
Erzsébet krt. 50. – lakóház
Épült 1887-ben Quittner Zsigmond tervei alapján eklektikus stílusban
Erzsébet krt. 51. – lakóház
Épült 1889-ben Freund Vilmos tervei alapján eklektikus stílusban
Eredetileg a Royal szálló igazgatósági és vezető személyzeti lakásai voltak az 5 emeletes épületben .A földszinten a fényűző Körúti fürdő működött , ahol hullámuszoda, gőz- és kádfürdő egyaránt várta a vendégeket. A fürdő az 1950-es években bezárt. 2006-tól Royal SPA néven, a luxusszállodaként újranyitott egykori Royal szálló részeként újra üzemel.
A 49. szám alatt működő Royal szálloda 56-ban kigyulladt. A ház lakóinak közreműködésével azonban a tüzet sikerült megfékezni.
Erzsébet krt. 53. – lakóház
Épült 1889-ben Freund Vilmos tervei alapján, eklektikus stílusban
1899-ben itt nyílt meg a Budapesti Látványosság néven ismert kávéház (később Király kávéház). Az 1920-as években fényűzően átépítették és Cercle des étrangers ('Külföldiek Társasköre') néven nyitották újra, jelenleg 53-as néven egy fiatalok által kedvelt szórakozóhely van a helyén. Az 1960-as évek ifjúságának legendás találkozóhelye, a Halló bár a Király utca, Erzsébet (akkor még Lenin) krt. sarkán üzemelt.
Erzsébet krt. 54. – lakóház
Épült 1888-ban Lederer Gusztáv tervei alapján, eklektikus stílusban
Egyike az Erzsébet körút legimpozánsabb homlokzatú bérházainak – díszített kőerkélyeivel, külső szobordíszeivel, kazettás mennyezetű kapualjával. Itt élt 1905 és 1916 között Ferenczi Sándor (1873–1933) pszichoanalitikus.
Erzsébet krt. 56. – lakóház
Épült 1886-ban Czigler Győző tervei alapján, eklektikus stílusban
Az épületben működött az 1890-ben alapított Hunnia gyógyszertár, és itt lakott élete végén Korányi Frigyes (1828–1913) orvos.
Erzsébet krt. 58. – lakóház
Épült az 1880-as években Diescher József tervei alapján, eklektikus stílusban
1899-ben nyílt meg az épületben a Berger kávéház (pesti nyelven a Berzseráj), ahol többek között 1910-től Az Est című napilapot szerkesztették. 1922 után Pátria néven a város egyik legnépszerűbb zenés szórakozóhelye lett.